# Kopaganj
Kopaganj là một thị xã và là một nagar panchayat của quận Mau thuộc bang Uttar Pradesh, Ấn Độ.

## Địa lý
Kopaganj có vị trí 26°01′B 83°34′Đ / 26,02°B 83,57°Đ Nó có độ cao trung bình là 66 mét (216 feet).

## Nhân khẩu
Theo điều tra dân số năm 2001 của Ấn Độ, Kopaganj có dân số 30.828 người. Phái nam chiếm 51% tổng số dân và phái nữ chiếm 49%. Kopaganj có tỷ lệ 64% biết đọc biết viết, cao hơn tỷ lệ trung bình toàn quốc là 59,5%: tỷ lệ cho phái nam là 70%, và tỷ lệ cho phái nữ là 59%. Tại Kopaganj, 19% dân số nhỏ hơn 6 tuổi.